# Théâtre du Point-Virgule
Théâtre du Point-Virgule je divadlo v Paříži, které sídlí na adrese 7, Rue Sainte-Croix-de-la-Bretonnerie ve 4. obvodu. Zaměřuje se na komedie a one man show. Jeho kapacita je 115 sedadel.

## Historie
V roce 1975 herci Martin Lamotte a Gérard Lanvin založili v bývalé tesařské dílně divadlo La Veuve Pichard. V roce 1978 divadlo převzala skupina herců (Michel Bouttier, Sissia Buggy, Pierre Chevallier, Christian Pernot, Bernard Turpin, Christian Varini) a přejmenovalo na Point-Virgule. V divadle následně vystupovali herci jako Jean-Marie Bigard, Pierre Palmade, Élie Kakou, Sophie Forte, Stefan Cuvelier, Jean-Jacques Vanier, Gustave Parking, Jean-Jacques Devaux, Michel Muller, Mustapha El Atrassi, Albert Meslay, Virginie Lemoine, Chantal Ladesou, Arnaud Tsamere, Olivier de Benoist, Nicole Ferroni, Alex Lutz, Florence Foresti, Anne-Sophie Bajon, Gauthier Fourcade aj.
V roce 2012 se Point-Virgule rozšířil i na Montparnasse (8 bis Rue de l'Arrivée), kde byl otevřen Grand Point-Virgule. Dva nové sály se 430 a 220 místy vznikly v bývalém kině společnosti Gaumont.